# Tzaka
Tzaka, aussi écrit Chaka ou Tchaka (bulgare: Чака), est brièvement tsar des Bulgares de 1299 à 1300. Fils du khan mongol Nogaï, il épouse vers le milieu des années 1280 une fille de Georges Ier Terter. Il soutient son père dans sa lutte contre le khan de la Horde d'or, Toqtaï, jusqu'à la victoire de ce dernier et la mort de Nogaï en 1299. À la tête de ses fidèles, Tzaka entre en Bulgarie et s'empare de la capitale, Tarnovo. Son règne ne dure toutefois que quelques mois car, à l'approche de l'armée de Toqtaï, son beau-frère Théodore Svetoslav le fait emprisonner puis étrangler en prison, et sa tête est envoyée à Toqtaï en signe d'allégeance. La mort de Tzaka marque la fin de l'ingérence mongole dans les affaires bulgares.

## Biographie
Tzaka conduit avec son père et ses frères la guerre contre Toqtaï le nouveau Khan de la Horde d'or qui finalement en 1299 défait et tue Nogaï dans un combat sur les rives du Dniepr dans le sud de la Russie.
Fin 1299-début 1300, Tzaka et son beau-frère Théodore Svetoslav, qui était otage à la cour de Nogaï, envahissent la Bulgarie et occupent Tarnovo. Ils chassent la veuve du Tsar Smilets mort l’année précédente qui tentait d’établir une régence pour le compte de son jeune fils mineur Ivan.
Tzaka se fait élire « Tsar de Bulgarie » avec l’appui tacite des partisans de Todor Svetoslav. Toutefois celui-ci n’hésite pas à trahir rapidement son beau-frère et à monter lui-même sur le trône. Il fait emprisonner puis étrangler Tzaka et envoie sa tête coupée en guise de gage de soumission à Toqtaï le khan de la Horde d'or.

## Famille

### Epouse et descendance
On ne sait pas si Chaka a eu des enfants d'Elena, la fille de George Ier de Bulgarie. Il a eu au moins un fils, Kara Küçük, probablement issu d'une concubine. Kara Küçük a dirigé une partie de la Horde de Nogai jusqu'après 1301. Après la mort de Chaka, Kara Küçük a fui la Horde avec 3 000 cavaliers tatars et a proposé de prendre du service auprès de Shishman de Vidin.